# Phyllis Gordon

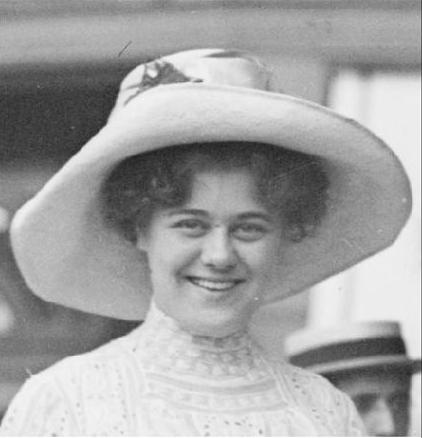
Phyllis Gordon

Phyllis Gordon (17 de octubre de 1889 – 16 de octubre de 1964) fue una actriz cinematográfica estadounidense. Activa principalmente en la época del cine mudo, actuó en una cincuentena de producciones  entre 1911 y 1941. 

## Biografía
Su nombre completo era Phyllis Lamonte Gordon, y nació en Suffolk, Virginia. Desde los 5 años de edad hasta los trece vivió en un convento. Después hubo de trabajar para poder mantenerse. Con trece años ayudaba a cuidar ganado en Oklahoma, cabalgaba, manejaba caballos, lavaba y planchaba.
Gordon se graduó en el Lafayette College, obteniendo una licenciatura en música.
Gordon actuó en producciones de vodevil como comediante y cantante.
Sin embargo, en 1908 le llegó una gran oportunidad cuando trabajó como corista en A Knight for a Day. Como sustituta de Sallie Fisher, Gordon actuó cuando Fisher faltó a una representación. La actuación de la actriz fue muy alabada por The New York Times al día siguiente. Entre los shows en los cuales actuó Gordon en el circuito de Broadway se incluye Up and Down Broadway (1910).
Primera esposa del actor Eugene Pallette, Phyllis Gordon falleció en 1964 en Sonoma, California, a los 74 años de edad.

## Selección de su filmografía
- An Evil Power, de Francis Boggs (1911)
- The Hand of Fate, de Frank Montgomery (1912)
- The Love of an Island Maid, de Colin Campbell (1912)
- Rivals, de Colin Campbell (1912)
- The Price of Art, de Colin Campbell (1912)
- In Exile, de Fred Huntley (1912)
- The Lake of Dreams, de Fred Huntley (1912)
- Baby Betty, de Richard Garrick (1912)
- The Girl and the Cowboy, de Fred Huntley (1912)
- A Messenger to Kearney, de Fred Huntley (1912)
- The Trade Gun Bullett, de Hobart Bosworth (1912)
- The Substitute Model, de Hobart Bosworth (1912)
- When Edith Played Judge and Jury, de Hobart Bosworth (1912)
- Getting Atmosphere, de Hobart Bosworth (1912)
- His Wedding Eve, de Colin Campbell (1912)
- Saved by Fire, de Lem B. Parker (1912)
- When Helen Was Elected, de Lem B. Parker (1912)
- The Vintage of Fate, de Lem B. Parker (1912)
- A Pair of Boots, de Charles H. France (1912)
- Our Lady of the Pearls, de Henry MacRae (1912)
- A Plain Girl's Love, de Henry MacRae (1913)
- A Black Hand Elopement (1913)
- Altar of the Aztecs (1913)
- Jocular Winds, de Allan Dwan (1913)
- An Eastern Flower, de Allan Dwan (1913)
- Calamity Anne's Beauty, de Allan Dwan (1913)
- Otra reunión de acusados. de W. S. Van Dyke